# Smile of the Arsnotoria
Smile of the Arsnotoria (咲う アルスノトリア Warau Arusunotoria?) es un juego para teléfonos móviles desarrollado por Nitroplus. Desarrollado por NextNinja y publicado por Good Smile Company, el juego se lanzó para iOS y Android en marzo de 2021. Una adaptación de manga de Masaki Hattori comenzará su serialización en la revista de manga shōnen de Fujimi Shobo Dragon Age en junio de 2022. Una adaptación de serie de televisión de anime de Liden Films se estrenó en julio de 2022.

## Trama
La historia gira en torno a unos estudiantes que se encuentran en un ashram. Un ashram es una escuela de magia y cultura donde los estudiantes interactuarán entre ellos mientras se les enseña magia y cultura.

## Personajes
Arsnotoria (アルスノトリア Arusunotoria?)
 Seiyū: Misaki Kuno
Mel (メル Meru?)
 Seiyū: Miharu Hanai
Petit Albert (小アルベール Ko Arubēru?)
 Seiyū: Miyu Tomita
Picatrix (ピカトリクス Pikatorikusu?)
 Seiyū: Eri Yukimura
Abramelin (アブラメリン Aburamerin?)
 Seiyū: Eriko Matsui
Solō (ソロー Sorō?)
 Seiyū: Yukana
Hammit (ハミット Hamitto?)
 Seiyū: Marina Inoue
Perdera (ペルデラ Perudera?)
 Seiyū: Asuna Tomari
Voyniy (ヴォイニー Voinī?)
 Seiyū: Yumiri Hanamori
Spirits (精霊 Seirei?)
 Seiyū: Risae Matsuda, Satsumi Matsuda
Figuray (フィグレ Figure?)
 Seiyū: Reina Ueda

## Contenido de la obra

### Anime
En mayo de 2022, se anunció que el juego se adaptará como una serie de televisión de anime, titulada "Smile of the Arsnotoria the Animation". Está producida por Liden Films y dirigida por Naoyuki Tatsuwa, con Midori Gotō a cargo de los guiones, Takahiro Kishida adaptando los diseños de personajes de Ōtsuka para la animación y Ryō Takahashi y Ken Itō componiendo la música. La serie se estrenará el 6 de julio de 2022 en Tokyo MX y BS NTV. Crunchyroll obtuvo la licencia de la serie fuera de Asia.

### Videojuego
El juego móvil fue presentado por Nitroplus en septiembre de 2019. NextNinja manejó el desarrollo y la operación del juego, con Good Smile Company como editor. El ilustrador de novelas ligeras Shin'ichirō Ōtsuka proporcionó los diseños de personajes principales, Hajime Ninomae escribió el escenario basado en una historia original de Nitroplus y Hideyuki Ashizawa compuso la música. El juego se configuró originalmente para un lanzamiento del segundo trimestre de 2020 en iOS y Android, antes de cambiarse a febrero de 2021 y luego al 4 de marzo de 2021.